# Acura MDX
Der Acura MDX ist ein fünftüriges SUV des japanischen Honda-Luxusablegers Acura. Im Modellangebot des Herstellers ist er oberhalb des Acura RDX platziert. 

## 1. Generation
Der MDX wurde 2000 als Nachfolger des SLX, der auf dem Isuzu Trooper basierte, eingeführt. Seit 2002 wird auf der Basis des MDX der Honda Pilot angeboten, der sich nur wenig im Design unterscheidet.
In Japan wurde das Modell seit 2003 als Honda MDX angeboten.
Einziger angebotener Motor war ein 3,5-Liter-V6-Zylinder-VTEC-Ottomotor mit einer maximalen Leistung von anfangs 179 kW (240 hp), im Modelljahr 2003 mit 194 kW (260 hp) und ab Modelljahr 2004 mit 198 kW (265 hp).

### Auszeichnungen
2001 gewann der MDX den North American Truck of the Year Award. Außerdem wurde er von der Zeitschrift Car and Driver zum „Best Luxury SUV of the year“ („Besten Luxus-SUV des Jahres“) ausgezeichnet.

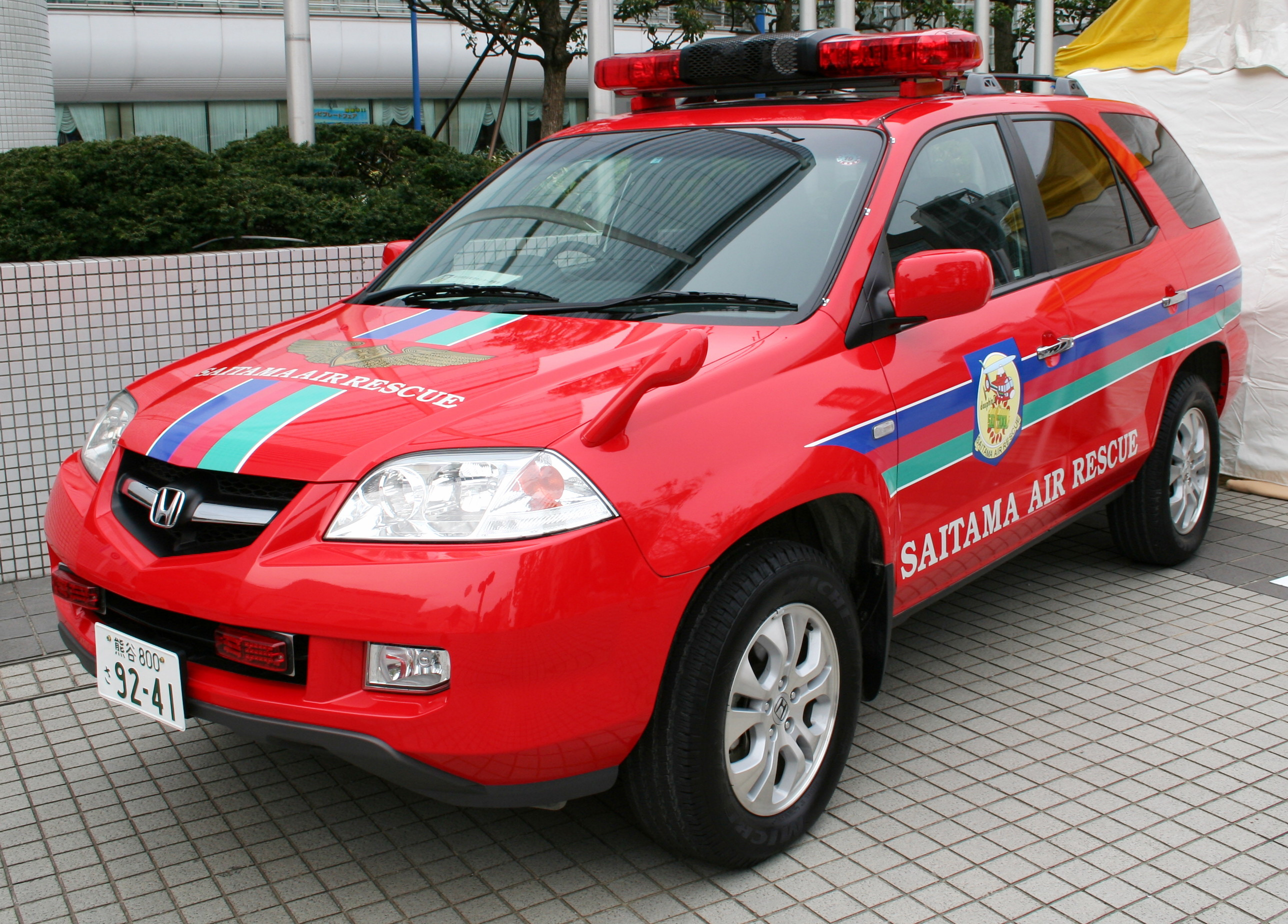
Honda MDX als Rettungsfahrzeug
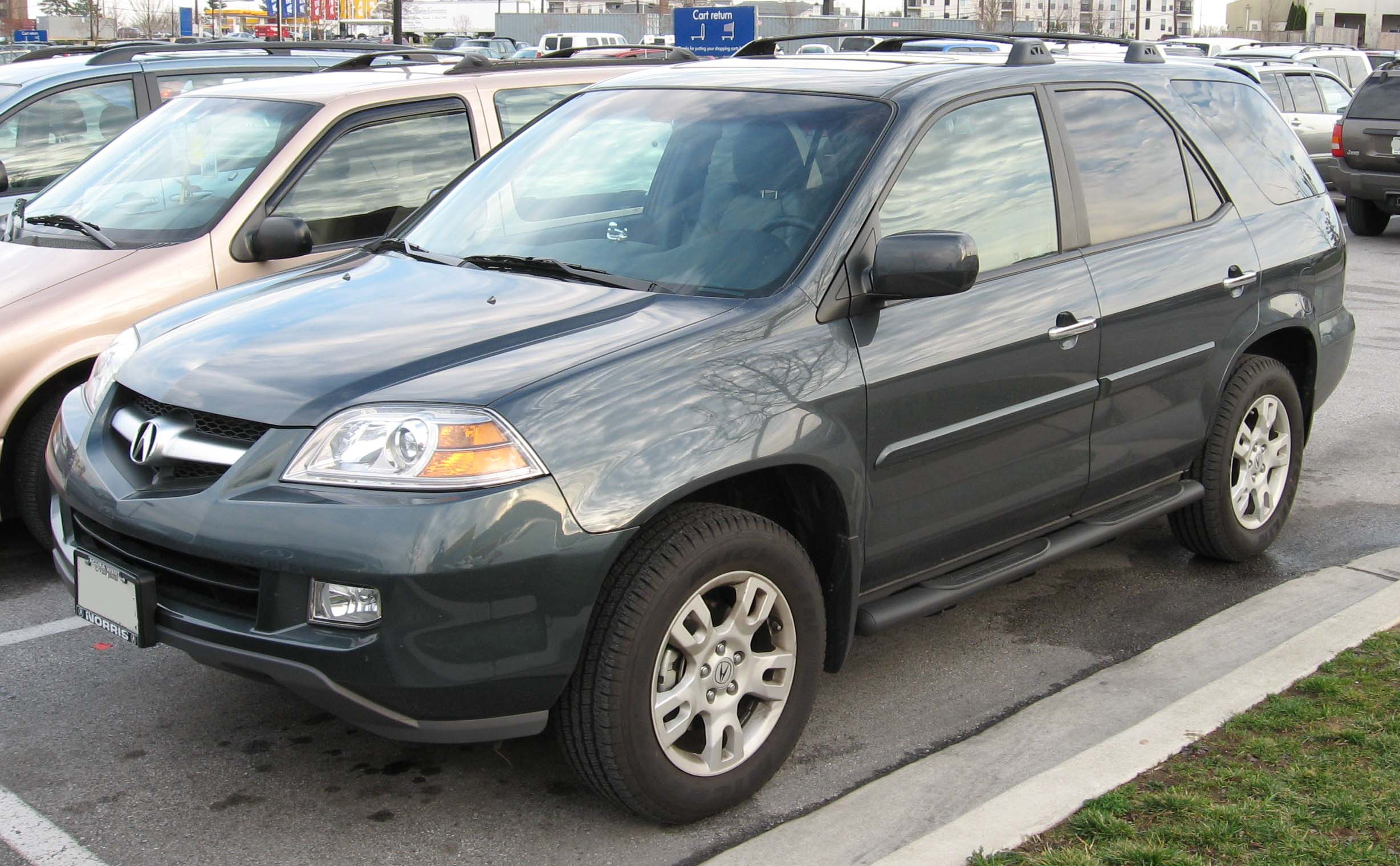
Facelift der 1. Generation (2004–2006)

## 2. Generation
2006 folgte der Siebensitzer MDX in der zweiten Generation (Vorstellung der Konzeptstudie: NYIAS 2006), welcher in Nordamerika zu den meistverkauften Fahrzeugen in seiner Fahrzeugklasse gehörte. 2009 folgte die 2. Generation des Honda Pilot.
Um mit Fahrzeugen wie dem BMW X5 oder der Mercedes M-Klasse konkurrieren zu können, wurde das Fahrwerk des Acura MDX auf dem Nürburgring sportlich abgestimmt.
Die einzige Motorvariante war ein 3,7-l-V6-Motor mit 224 kW (300 hp).

### Technische Daten
|                                             | Acura MDX 3.7 i-VTEC         |
| Motor                                       | Motor                        |
| ------------------------------------------- | ---------------------------- |
| Bauzeitraum                                 | 2006–2013                    |
| Motortyp                                    | Ottomotor                    |
| Motorbauart                                 | V6                           |
| Hubraum                                     | 3664 cm³                     |
| Gemischaufbereitung                         | Saugrohreinspritzung         |
| Motoraufladung                              | —                            |
| max. Leistung                               | 224 kW (300 hp) bei 6300/min |
| max. Drehmoment                             | 366 Nm bei 4500/min          |
| Kraftübertragung                            |                              |
| Antrieb, serienmäßig                        | Allrad                       |
| Antrieb, optional                           | —                            |
| Getriebe, serienmäßig                       | 6-Stufen-Automatikgetriebe   |
| Messwerte                                   |                              |
| Höchstgeschwindigkeit                       |                              |
| Beschleunigung, 0–100 km/h                  |                              |
| Kraftstoffverbrauch auf 100 km (kombiniert) | 13,1 l Super                 |
| CO2-Emission (kombiniert)                   | 312 g/km                     |
| Tankinhalt                                  | 79 l                         |

## 3. Generation
Die Prototypenversion der dritten Generation des MDX wurde auf der Detroit Auto Show im Januar 2013 präsentiert, die Serienversion folgte formal auf der NYIAS im selben Jahr. Die Produktion des Fahrzeugs begann im Mai 2013, im Juni 2013 startete der Verkauf. Am 22. Juni 2016 kam eine überarbeitete Version in den Handel.
2015 wurde die nahezu baugleiche dritte Generation des Honda Pilot vorgestellt.

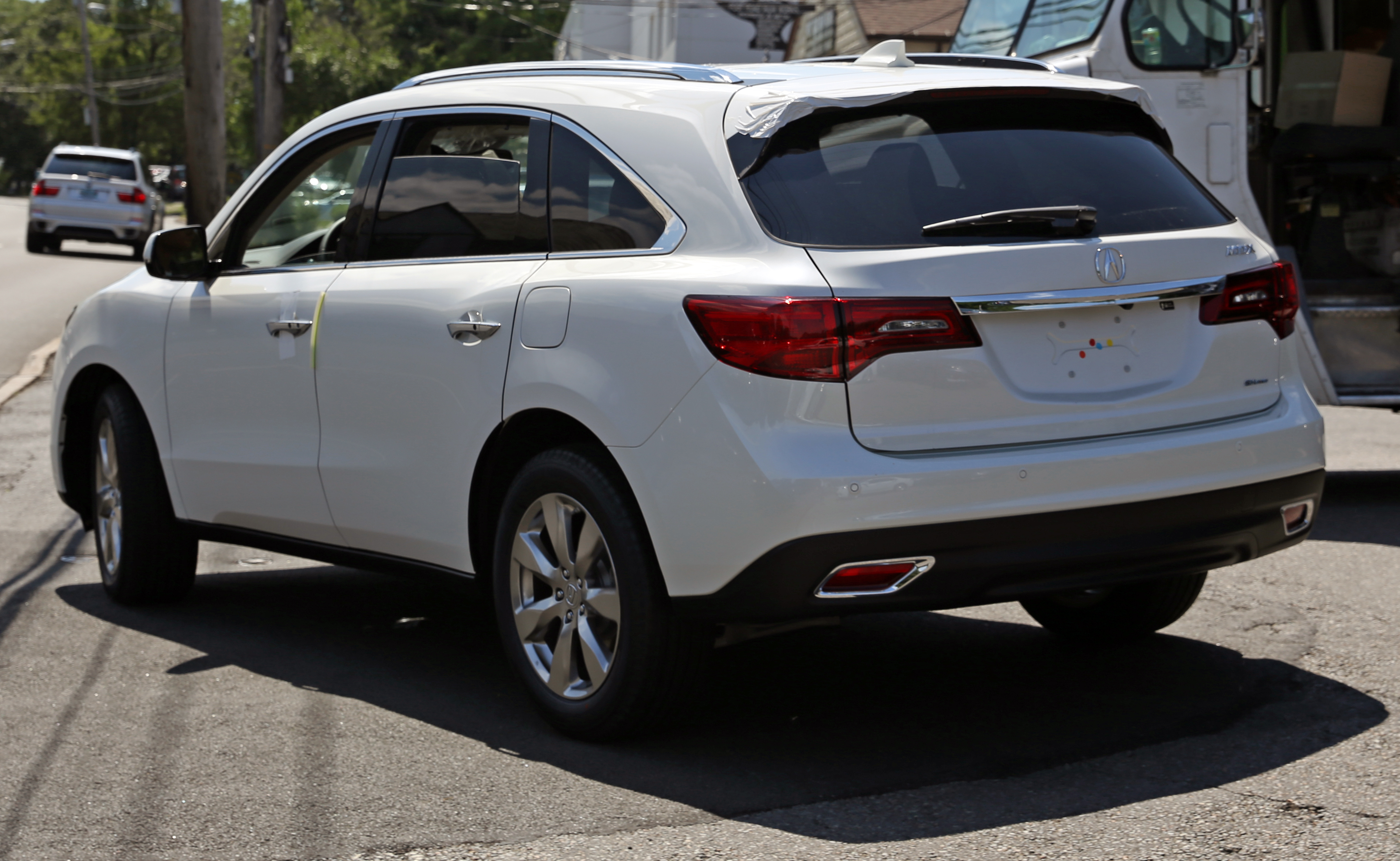
Heckansicht
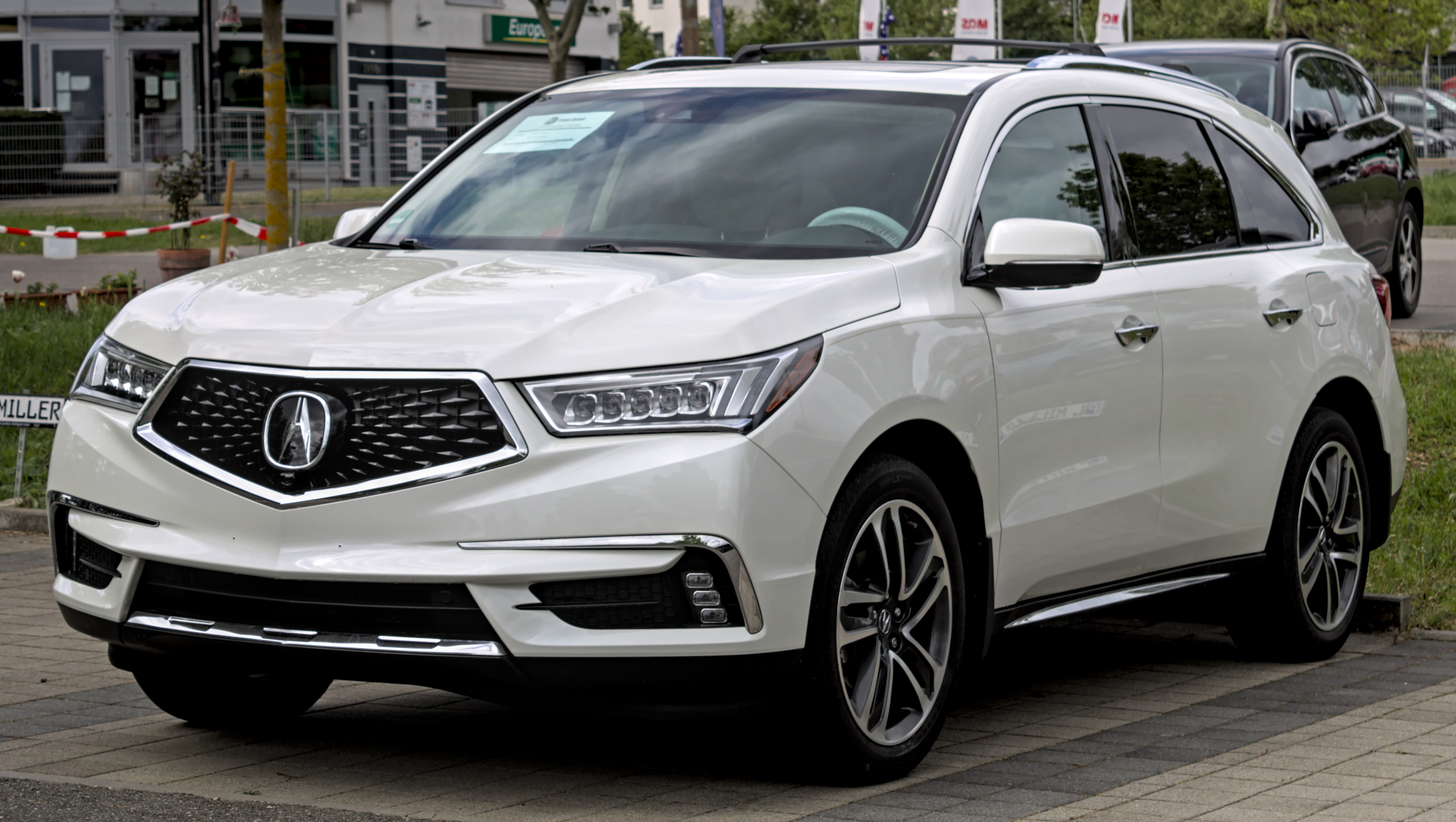
Acura MDX (2016–2020)
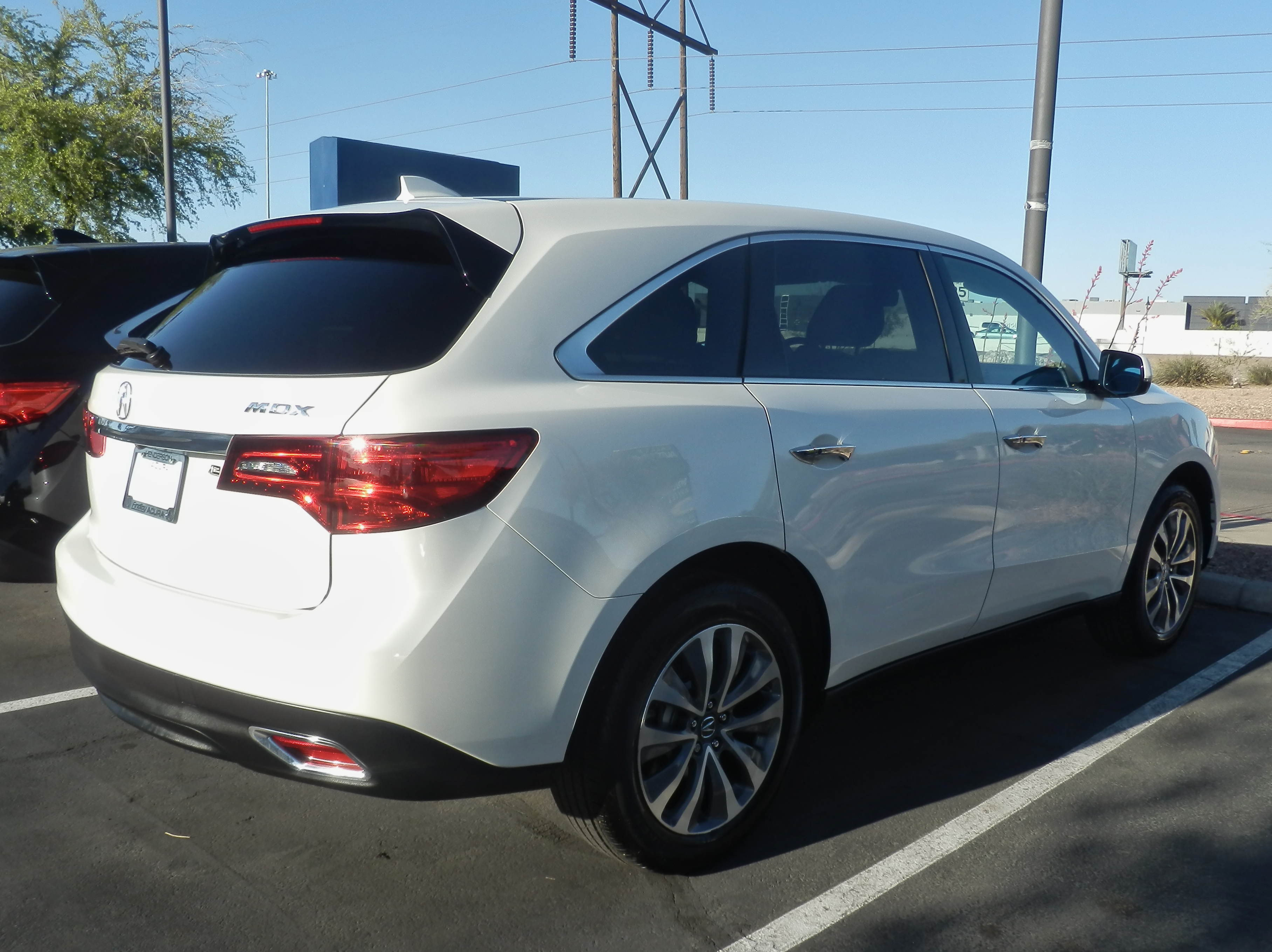
Heckansicht

### Technische Daten
|                                             | Acura MDX 3.5 i-VTEC         | Acura MDX Sport Hybrid         |
| Motor                                       | Motor                        | Motor                          |
| ------------------------------------------- | ---------------------------- | ------------------------------ |
| Bauzeitraum                                 | 2013–2020                    | 2017–2020                      |
| Motortyp                                    | Ottomotor                    | Ottomotor + Elektromotor       |
| Motorbauart                                 | V6                           | V6                             |
| Hubraum                                     | 3471 cm³                     | 2997 cm³                       |
| Gemischaufbereitung                         | Saugrohreinspritzung         | Saugrohreinspritzung           |
| Motoraufladung                              | —                            | —                              |
| max. Leistung                               | 213 kW (290 PS) bei 6200/min | 240 kW (326 PS) bei 6300/min   |
| max. Drehmoment                             | 355 Nm bei 4500/min          | 391 Nm bei 5000/min            |
| Kraftübertragung                            |                              |                                |
| Antrieb, serienmäßig                        | Vorderradantrieb             | Allradantrieb                  |
| Antrieb, optional                           | Allradantrieb                | —                              |
| Getriebe, serienmäßig                       | 6-Stufen-Automatikgetriebe   | 7-Gang-Doppelkupplungsgetriebe |
| Messwerte                                   |                              |                                |
| Höchstgeschwindigkeit                       | 220 km/h                     | 203 km/h                       |
| Beschleunigung, 0–100 km/h                  | 7,6 s                        | 7,6 s                          |
| Kraftstoffverbrauch auf 100 km (kombiniert) | 10,1 l Super                 | 7,9 l Super                    |
| CO2-Emission (kombiniert)                   | 236 g/km                     | k. A.                          |
| Tankinhalt                                  | 72 l                         | 74 l                           |

## 4. Generation
Nachdem im Modelljahr 2021 kein MDX angeboten wurde, präsentierte Acura im Oktober 2020 einen Prototyp, der einen Ausblick auf die vierte Generation zeigte. Diese wurde im Dezember 2020 vorgestellt und kam Anfang Februar 2021 als Modelljahr 2022 in Nordamerika zu den Händlern. Zum Marktstart war nur ein 3,5-Liter-V6-Ottomotor mit 216 kW (294 PS) verfügbar. Ende 2021 folgte noch eine sportlichere Type-S-Version, die von einem aufgeladenen 3,0-Liter-V6-Ottomotor angetrieben wird. Eine überarbeitete Version der Baureihe wurde im April 2024 vorgestellt und kam im darauffolgenden Monat in den Handel.

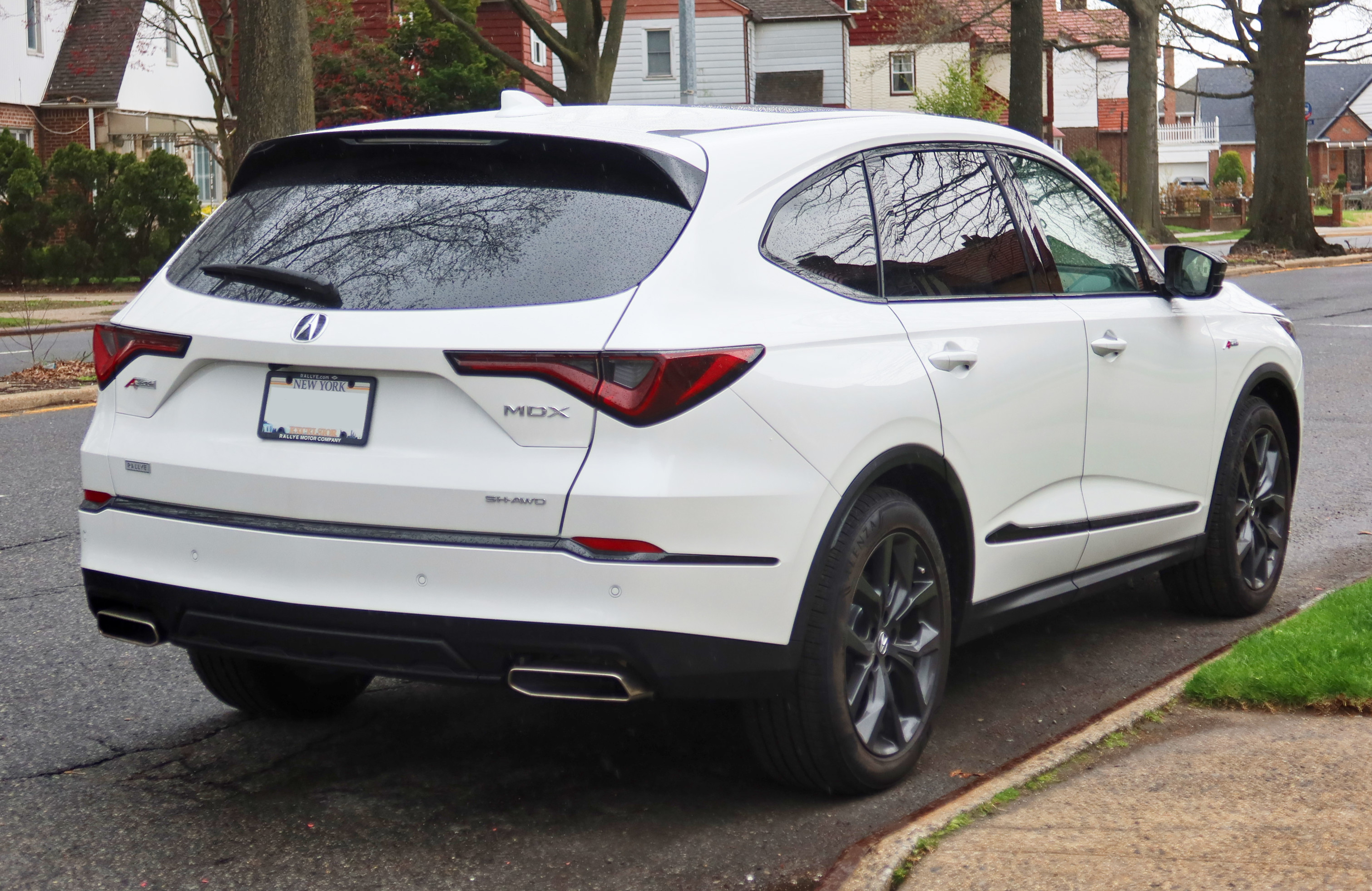
Heckansicht

### Technische Daten
|                                             | Acura MDX 3.5 i-VTEC         | Acura MDX 3.0 Type S         |
| Motor                                       | Motor                        | Motor                        |
| ------------------------------------------- | ---------------------------- | ---------------------------- |
| Bauzeitraum                                 | seit 02/2021                 | seit 12/2021                 |
| Motortyp                                    | Ottomotor                    | Ottomotor                    |
| Motorbauart                                 | V6                           | V6                           |
| Hubraum                                     | 3471 cm³                     | 2997 cm³                     |
| Gemischaufbereitung                         | Saugrohreinspritzung         | Direkteinspritzung           |
| Motoraufladung                              | —                            | Turbolader                   |
| max. Leistung                               | 216 kW (294 PS) bei 6200/min | 265 kW (360 PS) bei 5500/min |
| max. Drehmoment                             | 362 Nm bei 4700/min          | 480 Nm bei 1400–5000/min     |
| Kraftübertragung                            |                              |                              |
| Antrieb, serienmäßig                        | Vorderradantrieb             | Allradantrieb                |
| Antrieb, optional                           | (Allradantrieb)              | —                            |
| Getriebe, serienmäßig                       | 10-Stufen-Automatikgetriebe  | 10-Stufen-Automatikgetriebe  |
| Messwerte                                   |                              |                              |
| Höchstgeschwindigkeit                       | k. A.                        | k. A.                        |
| Beschleunigung, 0–100 km/h                  | k. A.                        | k. A.                        |
| Kraftstoffverbrauch auf 100 km (kombiniert) | 10,7 l Super (11,2 l Super)  | 12,4 l Super                 |
| CO2-Emission (kombiniert)                   | k. A.                        | k. A.                        |
| Tankinhalt                                  | 70 l                         | 70 l                         |